# 프셰미스와프 프란코프스키
프셰미스와프 아담 프란코프스키(폴란드어: Przemysław Adam Frankowski, 1995년 4월 12일 ~ )는 폴란드의 축구 선수로, 현재 프랑스 리그 1의 렌에서 윙어로 뛰고 있다.